# USS Washington (BB-56)
USS Washington (BB-56) byla bitevní loď amerického námořnictva. Byla to druhá a zároveň poslední jednotka třídy North Carolina. 

## Stavba
Stavba Washingtonu a její sesterské lodi USS North Carolina byla objednána ve finančním roce 1938. 16. června 1938 byl položen kýl Washingtonu v americké loděnici Philadelphia Naval Shipyard. Loď byla roku 1940 spuštěna na vodu a 15. května 1941 byla uvedena do služby.

## Druhá světová válka
Washington byl do roku 1942 součástí atlantické eskadry amerického námořnictva se základnou ve Scapa Flow. Od roku 1942 loď operovala v Pacifiku. Dne 15. listopadu 1942 se účastnila námořní bitvy u Guadalcanalu ve které, spolu s bitevní lodí USS South Dakota, potopila japonský bitevní křižník Kirišima.